# Quercus breviradiata
Quercus breviradiata — вид рослин з родини букових (Fagaceae), поширений у Китаї.

## Опис
Це дерево понад 3 метри заввишки.

## Середовище проживання
Поширений у центральному й південно-західному Китаї.